# Строительная палата Украины
Строительная палата Украины — негосударственная неприбыльная профессиональная самоуправляющаяся организация, торгово-промышленная палата, которая объединяет юридических лиц, созданных и действующих в соответствии с законодательством Украины, и граждан Украины, зарегистрированных как предприниматели, и их объединения.

## История
Строительная палата Украины создана в ноябре 2005 года и зарегистрирована в Министерстве юстиции Украины 5 мая 2006 года. У истоков её создания стоял Поляченко, Владимир Аврумович, Герой Украины (2003), Лауреат Государственной премии Украины в области архитектуры (2003).
Заслуженный строитель Украины (1992). Он был и первым президентом Строительной палаты Украины.
В апреле 2013 года президентом Строительной палаты Украины избран Шилюк, Петр Степанович. С 2014 года депутат Киевсовета от украинской партии «Единство», заместитель председателя постоянной комиссии по вопросам градостроительства, архитектуры и землепользования.
Руководство деятельностью Палаты осуществляют: Шилюк, Петр Степанович — президент Строительной палаты, Омельченко, Александр Александрович и Петренко, Владимир Иванович — вице-президенты Строительной палаты, кавалеры высоких государственных наград, Заслуженные строители Украины — Сташевский, Станислав Телисфорович — первый вице-президент Строительной палаты, Гиренко Тимофей Николаевич и Сабашук Петр Павлович — вице-президенты Строительной палаты и другие специалисты, имеющие признание и уважение среди строителей Украины.
Вице-президент — исполнительный директор Строительной палаты Украины — Дронь Анатолий Андреевич.